# Standorte (Zeitschrift)

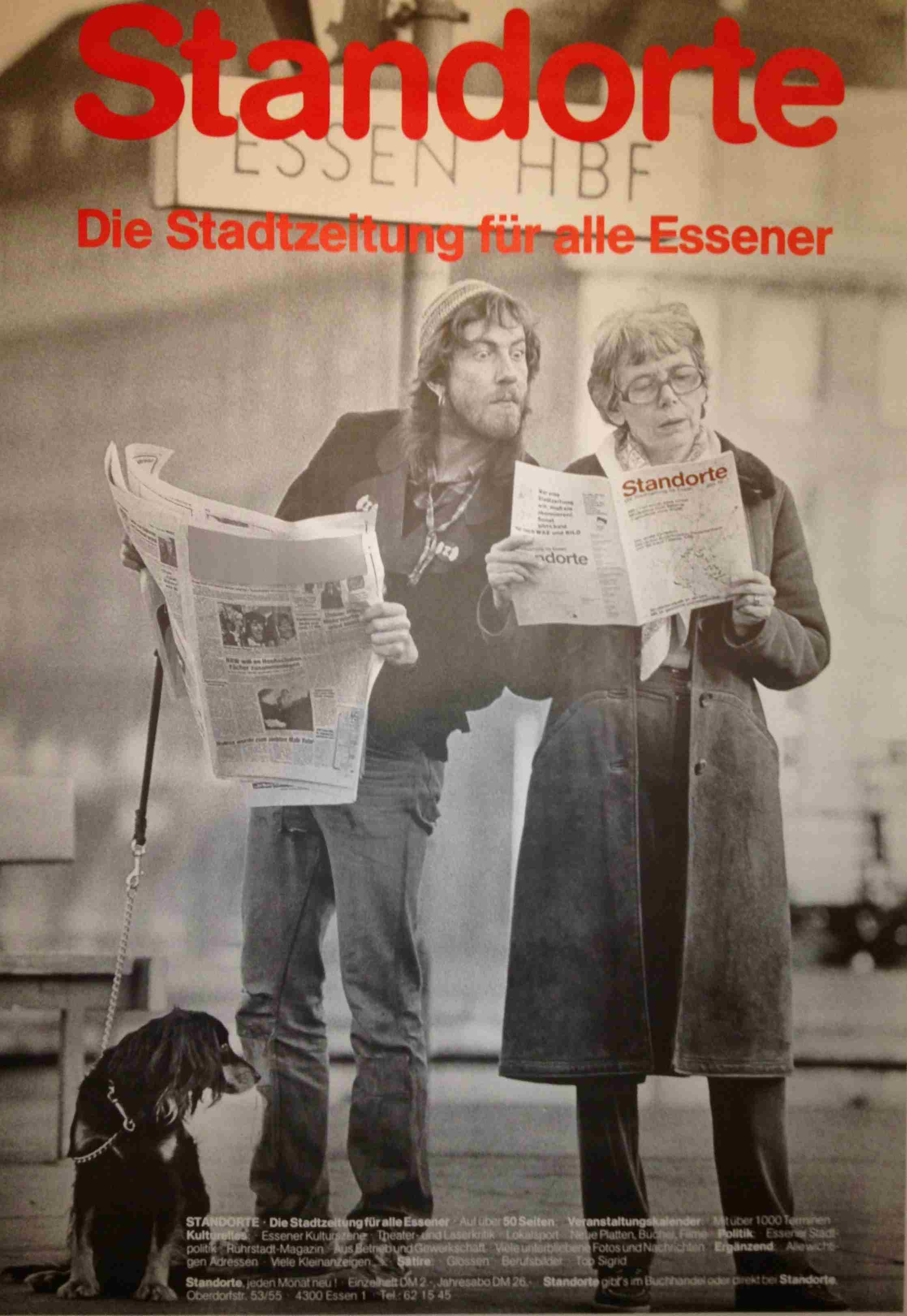
Werbeplakat der Essener Monatszeitschrift Standorte (1981)

Standorte – Politik und Kultur in Essen war eine linke Stadtzeitung, die von 1981 bis April 1984 in Essen erschienen ist.
Sie war ein Sprachrohr der links-alternativen Szene in Essen und beanspruchte, für Gegenöffentlichkeit zur ansonsten die Printmedien in Essen dominierenden WAZ-Mediengruppe zu sorgen: „Wir wollen gleichermaßen Forum sein für engagierte Christen, Sozialisten und Kommunisten in SPD und DKP, für Jusos und Judos, Spontis, die Grünen, die zahlreichen Bürgerinitiativen vor Ort“. Die Redaktionsräume befanden sich nach dem Umzug des Verlages Homann & Wehr im Internationalen Zentrum in der Eltingstraße 2 zusammen mit anderen Projekten der alternativen Szene in Essen, u. a. dem Dritte-Welt-Laden, der Buchhandlung Bundschuh und dem Büro der später gegründeten Grün-Alternativen Liste Essen.
Standorte übernahm erprobte journalistische Konzepte anderer etablierter Stadtzeitungen („Stattzeitungen“ – die bekannteste wohl der Frankfurter „Pflasterstrand“). Kennzeichnend sind die Berichterstattung über links-alternative Projekte, Bürgerinitiativen, besonders im Umweltbereich („Panzerbauwald Borbeck“, „Pseudo-Krupp“, „Heisinger Aue“), der Anti-AKW-, der Homosexuellen-, Frauen- und der Friedensbewegung (Neue soziale Bewegungen). Zudem versuchte die Zeitung eine integrierende Rolle im linken politischen Spektrum zu übernehmen, das von vielen Gegensätzen geprägt war, insbesondere zwischen den in Essen traditionell starken Gruppen um die DKP, die im Essener Norden und an der Essener Gesamthochschule politisch verankert waren, und den aufstrebenden Grün-Alternativen, aber auch auf der einen Seite hinein in das autonome und K-Gruppen- als auch auf der anderen Seite hinein in das politisch das Ruhrgebiet beherrschende sozialdemokratische und gewerkschaftliche Spektrum. Hinzu kam der Anspruch auf die Verbindung von Politik und Kultur mit dem Ziel, alternative und Gegenkultur zu fördern. Teil aller Ausgaben war ein Veranstaltungskalender sowie ein Kleinanzeigen- und Adressenteil.

## Geschichte
Die Zeitschrift Standorte wurde von Ulrich Homann, Wilfried Bienek, Reinhard Laska, Walter Wandtke, Norbert Wehr, Kristiane Kremmer und anderen gegründet. Sie wurde zunächst im Verlag Homann & Wehr in Essen-Altendorf herausgegeben, in dem von 1979 bis August 1982 unter anderem auch die Literaturzeitschrift Schreibheft mit den Ausgaben 10 bis 19 verlegt wurde. Im August 1982 trennte sich Norbert Wehr und gründete den Rigodon-Verlag, in dem Schreibheft bis heute erscheint. Im Winter 1982 verließ eine Gruppe von Gründungsredakteuren um Ludger Claßen, Bernd Zahner, Reinhard Laska und Walter Wandtke die Redaktion und gründete eine weitere Stadtzeitung „Lauffeuer“, Untertitel „Neues Stadtmagazin für Essen“, aus der schließlich 1983 der Klartext Verlag entstand. Standorte wurde bis zum Sommer 1983 von dem „Verein für Medienvielfalt“ herausgegeben, als die letzten verbliebenen Gründer Ulrich Homann und Kristiane Kremmer die Redaktion verließen. Zwischen 1983 und 1984 erschien sie im Verlag Ulrich Sattler. Eine Sonderausgabe zu Umweltthemen („Die kranken Kinder von Borbeck“) erschien 1983 in Zusammenarbeit mit der Humanistischen Union, herausgegeben von Ulrich Sattler, Heinrich Hellwig, Werner Schlegel und Frank Dittmann. Standorte wurde 1984 schließlich wegen Finanzierungsproblemen aufgegeben.

## Ausgaben
- Standorte, Politik und Kultur in Essen, Nr. 1, 1. Jahrgang April 1981f, Verlag Homann & Wehr, Essen
- Borbecker Standorte, Sonderausgabe der Standorte in Zusammenarbeit mit der Humanistischen Union, Juli 1983, Herausgeber Standorte u. a.
- Standorte, Politik und Kultur in Essen, Nr. 4, 4. Jahrgang, April 1984, Verlag Ulrich Sattler